# Okres Tirana

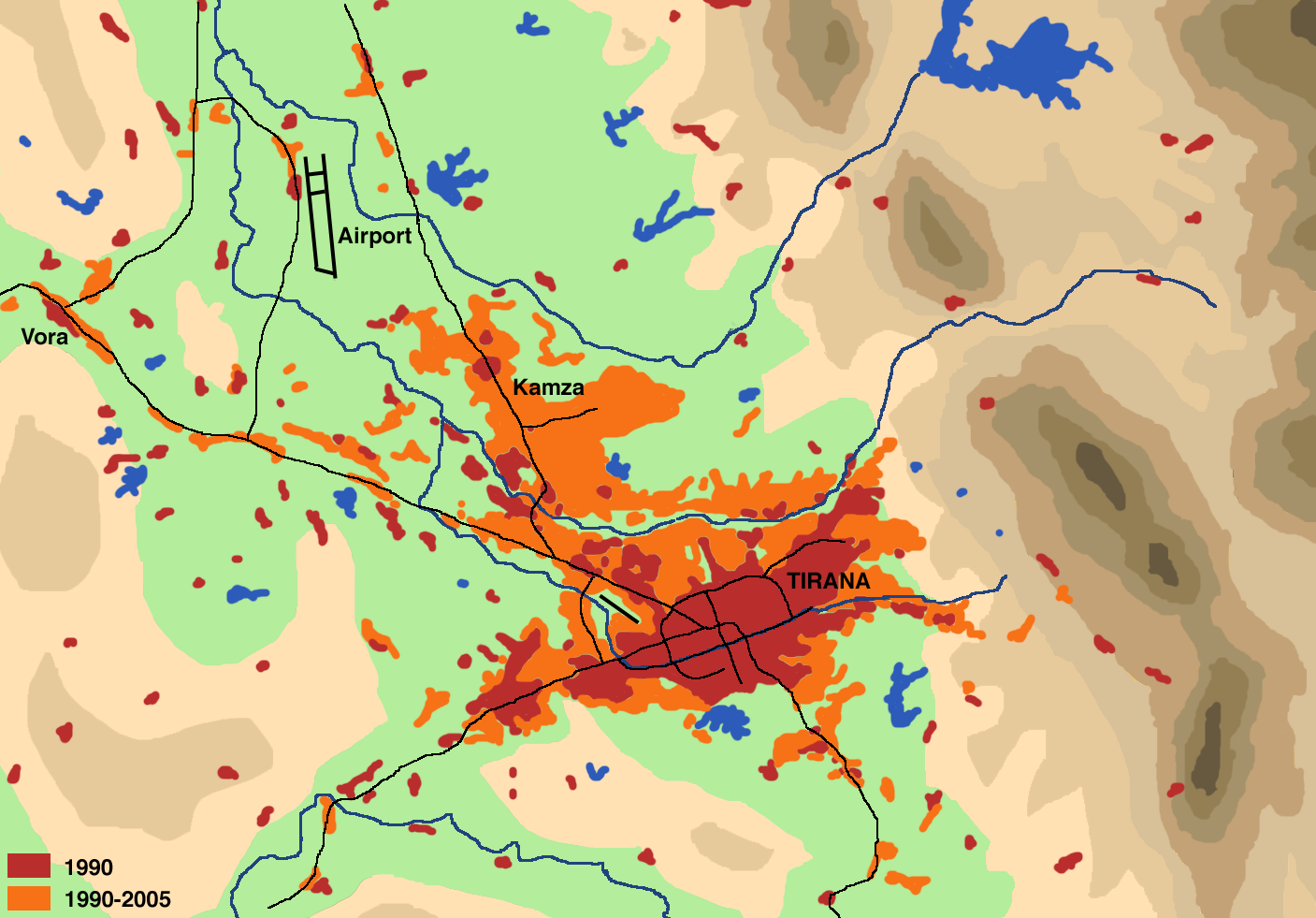
Osídlení okresu

Okres Tirana (albánsky Rrethi i Tiranës) je okres v Albánii v kraji Tirana. Okres má 521 000 (2004 odhad) obyvatel a jeho rozloha je 1 238 km². Leží přímo v centru země a jeho hlavní město Tirana (Tiranë) je zároveň hlavním městem Albánie. Dalšími městy v okrese jsou Kamzë a Vorë.